# Alex Salmond
Alex Salmond, skót gaelül: Ailig Salmond (Linlithgow, 1954. december 31. – Ohrid, 2024. október 12.) Skócia első minisztere (tartományi miniszterelnöke) 2007-től hét évig. A 2014-es skóciai függetlenségi referendum elbukását követően lemondott a miniszterelnöki tisztségről.